# Frederick Albert Tilston
Frederick Albert Tilston est un militaire canadien et récipiendaire canadien de la croix de Victoria, la plus haute distinction britannique et des forces du Commonwealth.